# 国府町西黒田
国府町西黒田（こくふちょうにしくろだ）は、徳島県徳島市の町名。徳島市の調査による2010年3月現在の人口は671人、世帯数は238世帯。郵便番号は〒779-3102。

## 地理
徳島市の北西部に位置し、北井上地区に属する。北は吉野川を挟んで板野郡藍住町東中富、東は国府町東黒田、南は飯尾川を挟んで国府町川原田、西は国府町芝原と接する。吉野川下流右岸に立地する平地農村。

### 河川
- 吉野川
- 飯尾川

### 小字
- 北傍示
- 西傍示
- 東傍示
- 南傍示

## 歴史
吉野川の肥沃な氾濫土壌に恵まれ、江戸期から大正期まで藍作の核心地帯の村であったが、大正10年頃より養蚕が盛んとなり、桑園が耕地の70%以上を占めた。昭和7年頃より乳牛の飼育が導入され、県下でも有数の酪農村となった。現在は酪農を核としてホウレンソウ・キュウリ・ナス・トマトの促成栽培、水稲作を組み合わせた複合経営の農業が盛んである。
1967年（昭和42年）に名東郡国府町が徳島市に編入し、現在の町名となった。

## 施設
- 徳島市役所井上支所
- 徳島市北井上中学校
- 徳島市北井上小学校
- 徳島市北井上幼稚園

## 交通

### 道路
- 徳島県道15号徳島吉野線
- 徳島県道205号西黒田府中線
- 徳島県道206号西黒田中村線